# Arco volcánico del Perú
El Arco volcánico del Perú —también llamado Arco volcánico peruano, Cadena volcánica del sur del Perú o Arco volcánico del sur del Perú— es una cadena de volcanes localizada en la cordillera Occidental de los Andes peruanos, que forma parte de la Zona Volcánica Central de los Andes (ZVC). El arco volcánico se extiende a lo largo de unos 500 km en dirección noroeste-sureste, entre los 15°00’ y los 17°30’ de Latitud Sur, atravesando los departamentos de Ayacucho, Apurímac, Arequipa, Cusco, Moquegua, Puno, y Tacna.
En el arco volcánico peruano se han identificado e inventariado más de 400 volcanes entre activos, fumarólicos, latentes, dormidos e inactivos; de los cuales los aparatos volcánicos más antiguos ya han sido destruidos por la erosión. Sin embargo, otros aún muestran sus rasgos volcánicos. Entre ellos, 15 volcanes activos y potencialmente activos como son el Sabancaya, el Misti, el Ubinas, el Coropuna, el Tutupaca, el Huaynaputina, el Ticsani, el Chachani, el Yucamane, el Sara Sara, el Ampato, el Casiri, el Purupuruni, el Auquihuato y el Valle de los Volcanes en Andahua y Huambo.

## Generalidades
En el Perú, el vulcanismo está relacionado con la geometría del proceso de subducción de la placa de Nazca bajo la Sudamericana; sin embargo, aunque este proceso se desarrolla a lo largo de la costa de Perú, los volcanes están concentrados únicamente en la región sur del país. En las regiones norte y centro, la placa de Nazca subduciría con un ángulo de 25° hasta una profundidad de 100 km aproximadamente y a partir de la cual se hace prácticamente horizontal hasta una distancia de 700-750 km desde la fosa. En estas regiones está ausente el vulcanismo activo debido probablemente al modo particular en el proceso de subducción; sin embargo, la actividad volcánica habría sido importante en el pasado y disminuyó y/o desapareció hace 8 millones de años quedando como vestigios estructuras plutónicas como la Cordillera Blanca en el departamento de Ancash.
En la región sur, donde se localiza el arco volcánico peruano, a diferencia de las regiones norte y centro, la placa de Nazca subduce con un ángulo de aproximadamente 30° de inclinación hasta alcanzar una profundidad de 300-350 km y una distancia de 550 km desde la fosa. Este modo de subducción permite establecer la existencia de una estrecha relación entre este proceso y la presencia del arco volcánico en la región sur del Perú.

## Volcanes activos en el arco volcánico

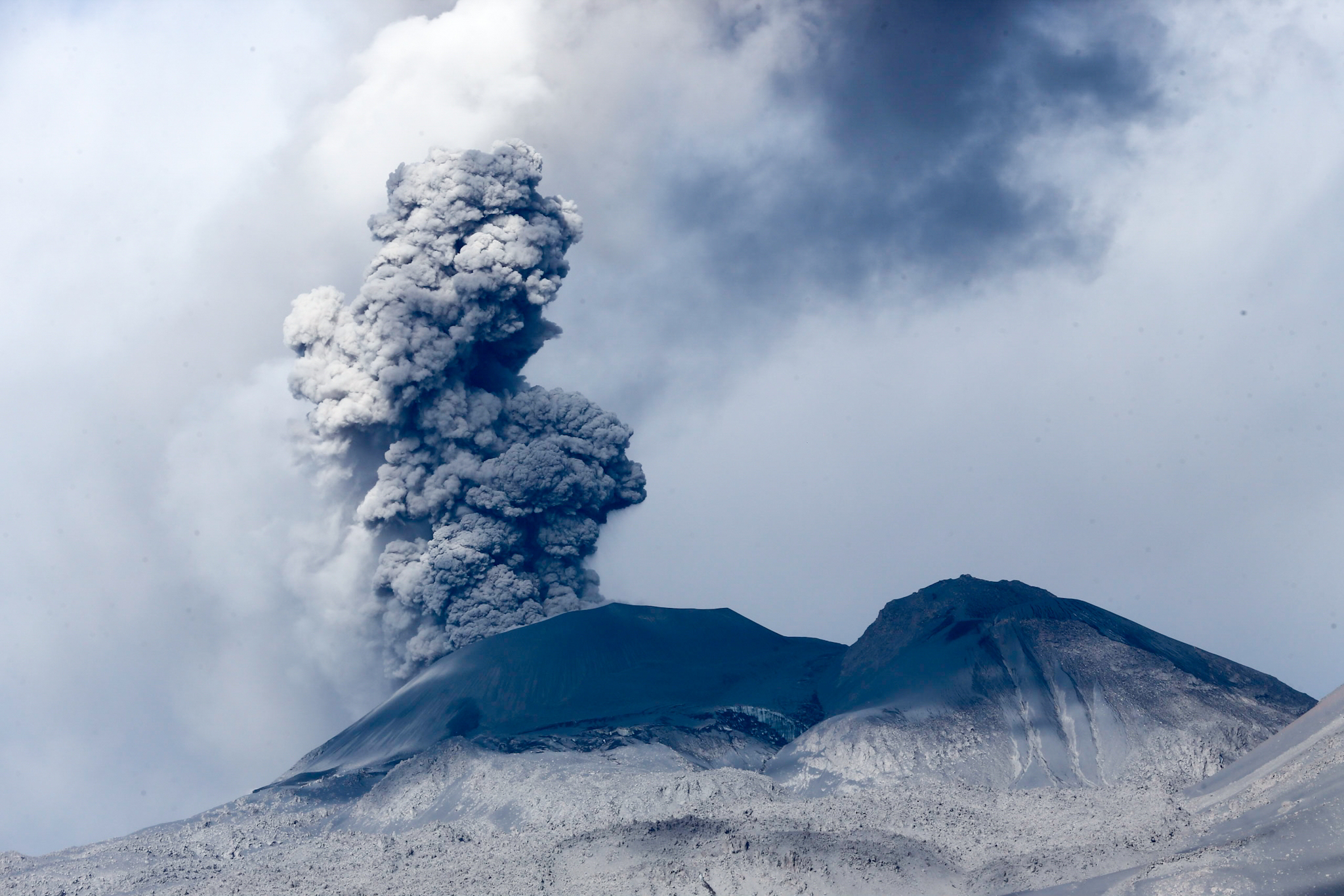
El volcán Sabancaya, en la provincia de Caylloma en Arequipa, inició su proceso eruptivo el 6 de noviembre de 2016, luego de 18 años.

En el Arco volcánico del Perú se han identificado más de 400 estructuras volcánicas, de los cuales 16 han sido catalogados como activos y potencialmente activos, y desde 1550, ocho de ellos (Huaynaputina, Ubinas, Misti, Sabancaya, Tutupaca, Ticsani, Yucamane y volcanes de Andagua) han presentado un total de 45 erupciones explosiva, lo que hace un promedio de una erupción cada 13 años. Un claro ejemplo de la fuerza catastrófica de estos volcanes, es la violentísima erupción del volcán Huaynaputina (Moquegua) en el año 1600 que generó una incesante andanada de explosiones y emisión de material magmático generando la muerte de más de 1500 personas, la destrucción total de más de 16 poblados y tuvo efectos devastadores en todo el sur peruano.
A continuación se realiza una breve descripción de las características geológicas y de la historia eruptiva de los principales volcanes activos y potencialmente activos del arco volcánico peruano.

### Sabancaya
El volcán Sabancaya es un estratovolcán activo en el departamento de Arequipa perteneciente al complejo volcánico Ampato-Sabancaya-Hualca Hualca, que se eleva a 5976 metros sobre el nivel mar. Está ubicado a 75 km al noroeste de la ciudad de Arequipa y muy cerca del valle del río Colca. El Sabancaya es considerado, después del volcán Ubinas, el segundo volcán más activo en Perú. La actividad eruptiva del Sabancaya ocurrida durante los últimos 400 años consistió en erupciones explosivas leves a moderadas, caracterizados por una intensa actividad fumarólica y emisiones de ceniza. Durante este periodo presentó dos erupciones históricas importantes en 1750 y 1784-1785. Después de 200 años, presentó una tercera erupción entre 1990-1998. Luego de 15 años de tranquilidad, a partir del 22 de febrero de 2013, el volcán ha mostrado importantes signos de intranquilidad, traducido en una intensa actividad sísmica y fumarólica. Desde el día 6 de noviembre de 2016 viene presentando un proceso eruptivo caracterizado por recurrentes explosiones con presencia de gases y ceniza.

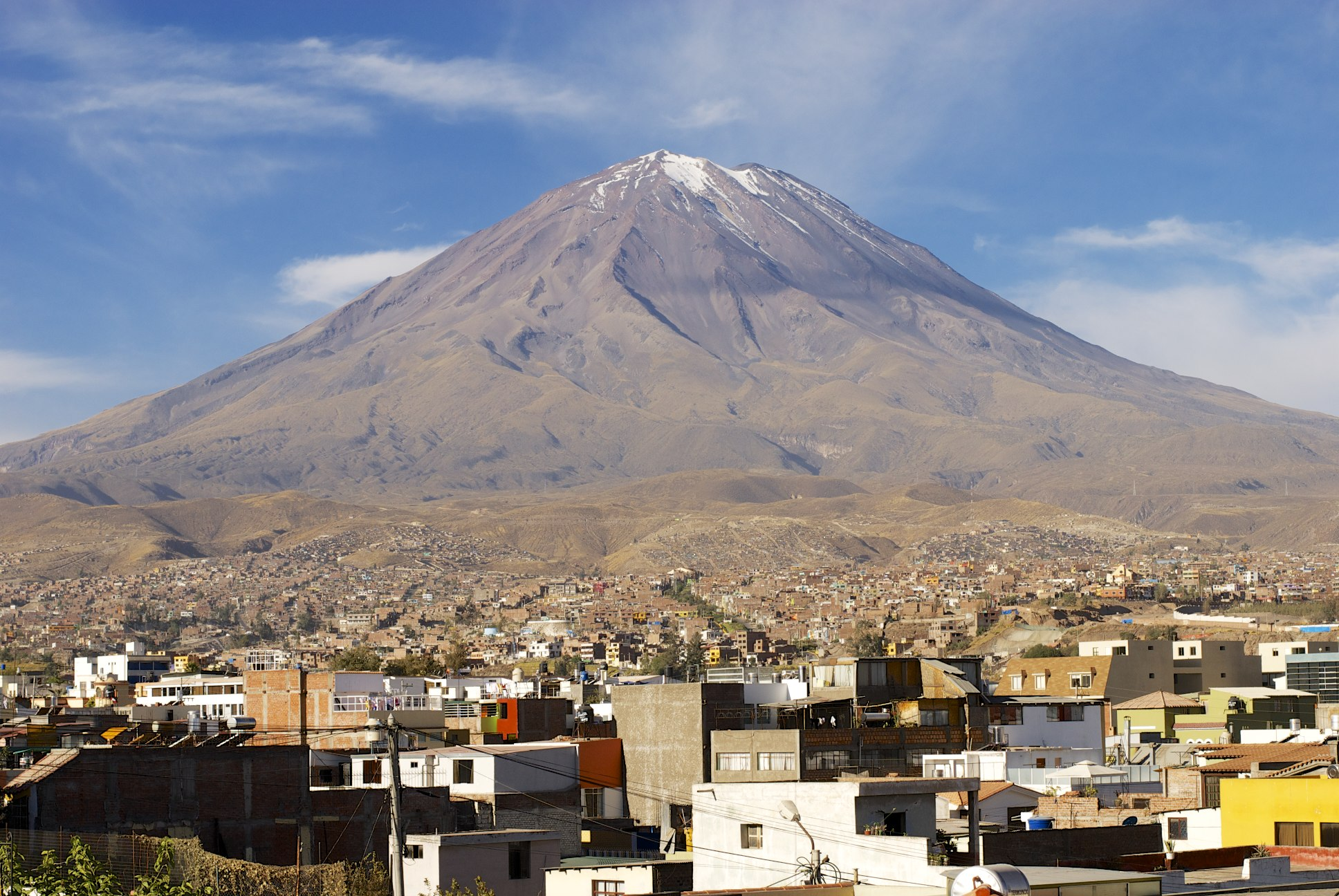
El volcán Misti, ubicado a solo 17 km del centro de la ciudad de Arequipa, es el volcán más vigilado de todo el país.

### Misti
El volcán Misti es un estratovolcán activo que se eleva a 5822 m s. n. m., limitando por el sureste con el extinto Pichu Pichu, por el noroeste con el complejo volcánico Chachani, hacia el este con la altiplanicie puna y por el oeste con la cuenca tectónica de Arequipa, donde se halla la ciudad del mismo nombre. El Misti es considerado el volcán de mayor riesgo en el Perú, debido a que tiene en sus faldas a la ciudad de Arequipa, con cerca de un millón de habitantes, así como una muy importante infraestructura en sus cercanías (represas, hidroeléctricas, aeropuertos, centros mineros, etc). La ciudad se ubica a solo 17 km del cráter (Plaza de Armas de Arequipa). Sin embargo, como consecuencia de la desordenada expansión urbana de la ciudad, ya existen poblaciones que se ubican a solo 9 km del cráter de este macizo, estando muy expuestas a distintos riesgos volcánicos. El volcán misti ha tenido por lo menos una erupción explosiva importante y cerca de diez crisis fumarólicas y/o freáticas en los últimos 600 años y actualmente desde su cráter se emite fumarolas permanentemente.

### Ubinas

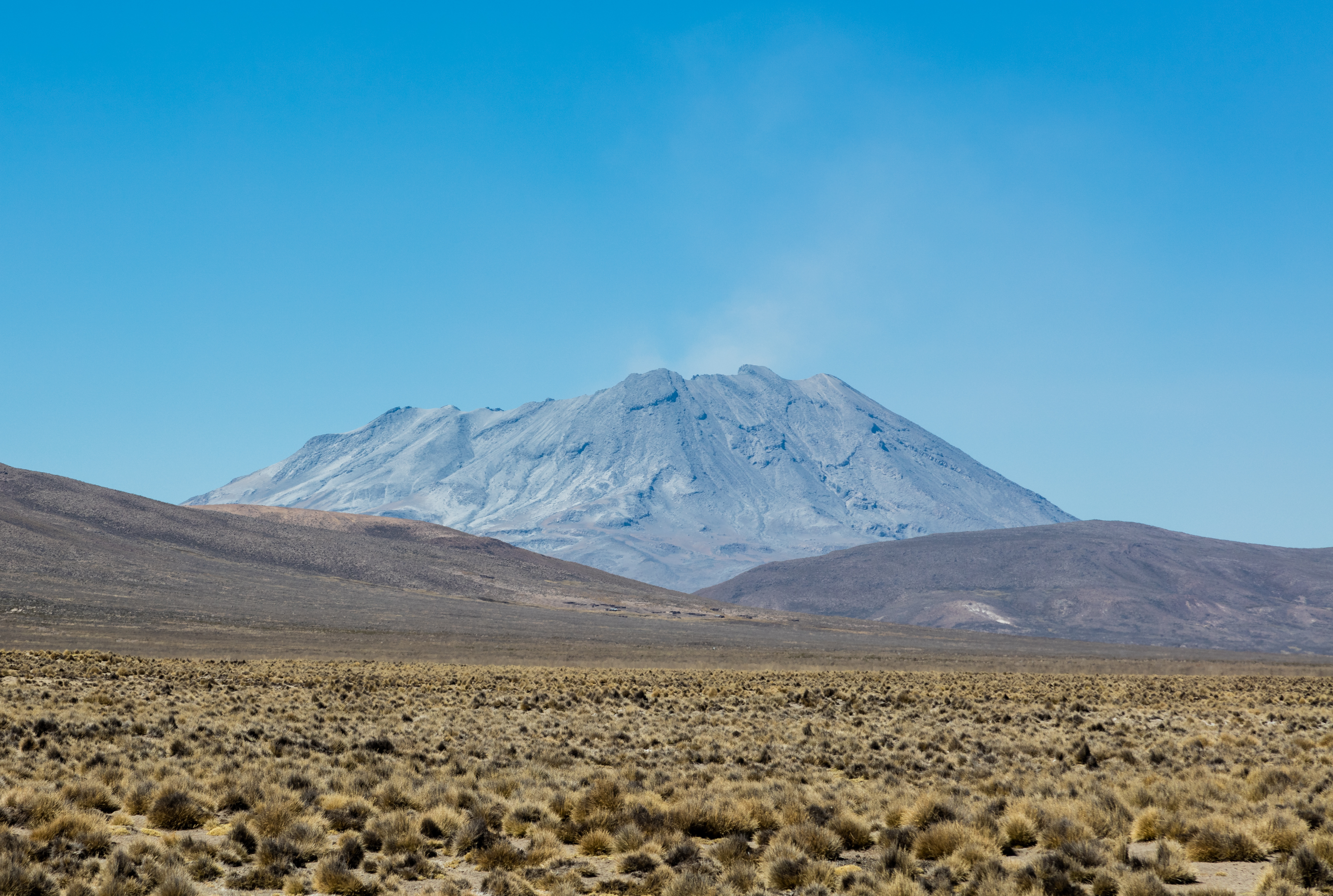
El volcán Ubinas, localizado en Moquegua, ha registrado más de 25 erupciones en los últimos 500 años.

El volcán Ubinas se ubica en el departamento de Moquegua, a 70 km al este de la ciudad de Arequipa. Se eleva a 5672 metros sobre el nivel mar. El Ubinas es considerado como el volcán más activo del Perú por sus 25 erupciones de baja a moderada magnitud, desde el año 1550. La frecuencia en sus erupciones es de 2 a 6 por siglo. Estos eventos volcánicos corresponden a intensas emisiones de gases y ceniza, a veces precedidos de fuertes explosiones instantáneas. Los últimos procesos eruptivos de este siglo ocurrieron entre el 2006 al 2009 y entre el 2013 al 2016, los cuales generaron columnas eruptivas de hasta 6 km de altura sobre el cráter y grandes volúmenes de ceniza emitida, provocando —una vez más— zozobra en los aproximadamente 5000 habitantes del valle de Ubinas y los poblados ubicados dentro del radio de influencia del volcán, entre ellos Querapi, Ubinas, Tonohaya, Sacuaya, San Miguel, Huatahua, Anascapa, Huarina y Escacha.

### Coropuna
El volcán Coropuna con sus 6425 m s. n. m. es el más elevado de los volcanes potencialmente activos del Perú y la tercera mayor elevación del país, después del Huascarán de 6768 m s. n. m. y el Yerupajá de 6634 m s. n. m. Se encuentra situado en el departamento de Arequipa a 150 km al noroeste de la ciudad de Arequipa. El Coropuna es un estratovolcán formado por seis conos volcánicos y domos de edad neógena. Gran parte de la cima está cubierta por un casquete glaciar permanente con varias decenas de lenguas glaciares que descienden por sus laderas, de forma radial hasta los 5400 m. No se conoce de actividad eruptiva histórica de este volcán. Sin embargo, considerando que se trata del más grande y elevado de los volcanes potencialmente activos y aquel que tiene la mayor masa glaciar que le recubre, el volcán Coropuna presenta un elevado potencial de peligro. Es muy probable que las erupciones recientes de este volcán hayan estado asociadas a flujos de lava y acompañadas de lahares.

### Tutupaca
El volcán Tutupaca está ubicado al norte del departamento de Tacna, a 28 km al noroeste de la ciudad de Candarave. Se eleva a 5790 metros sobre el nivel del mar. Es considerado un estratovolcán activo, habiéndose registrado desde la conquista española cuatro eventos volcánicos en los años 1780, 1802, 1862 y 1902. En los últimos años se ha observado frecuentes emisiones de fumarolas de coloración blanquecina en las zonas de la cumbre sur del Tutupaca. También, en las inmediaciones de este complejo volcánico se puede observar hasta 49 fuentes termales, siendo las más notorias aquellas que se emplazan en las quebradas de Azufre Grande, Azufre Chico Tacalaya, Callazas y Pampas de Turun Turun.

### Huaynaputina
El volcán Huaynaputina está localizado a 75 km al sureste de la ciudad de Arequipa a una altitud de 4850 m s. n. m., en el departamento de Moquegua. Es un volcán cuya morfología no presenta la típica forma de estratovolcán. En el lugar, solo se observa una extensa altiplanicie que presenta tres aberturas o cráteres colindantes con los bordes de un profundo valle. El Huaynaputina fue responsable de la mayor erupción ocurrida en América y que más devastación provocó en el territorio peruano. En febrero de 1600, este estratovolcán erupcionó con tanta furia que literalmente desapareció a poblados enteros en Moquegua. Tal fue el volumen de cenizas y aerosoles que lanzó a la atmósfera, y que viajaron a grandes distancias, que sus efectos se extendieron en todo el mundo: sequías y friajes se presentaron en varios países del hemisferio norte, y pudo ser la causa probable de la hambruna que azotó Rusia entre 1601 y 1603.

### Ticsani
El volcán Ticsani es un estratovolcán que se eleva a 5408 m s. n. m. y está situado a 60 km al noreste de la ciudad de Moquegua. El Ticsani está constituido por tres grandes promontorios rocosos petrificados o “domos” de lava, cada uno de unos 2 km de diámetro y una caldera de destrucción. El domo de lava más reciente corresponde a una erupción freato-magmática que sucedió hace menos de 400 años y aunque no se han encontrado registros históricos de tal erupción, una eventual erupción del volcán constituye un riesgo potencial para los poblados aledaños como Calacoa (8 km del cráter), Carumas (11 km), y otros como Quebaya, Cuchumbaya, Soquezane y numerosos caseríos, localizados al oeste y sureste dentro de un radio de 12 km alrededor del volcán, donde habitan más de 5000 personas. Estas zonas y poblados serían afectados principalmente por caídas de tefras, lahares, etc. y finalmente por flujos piroclásticos y coladas de lava.

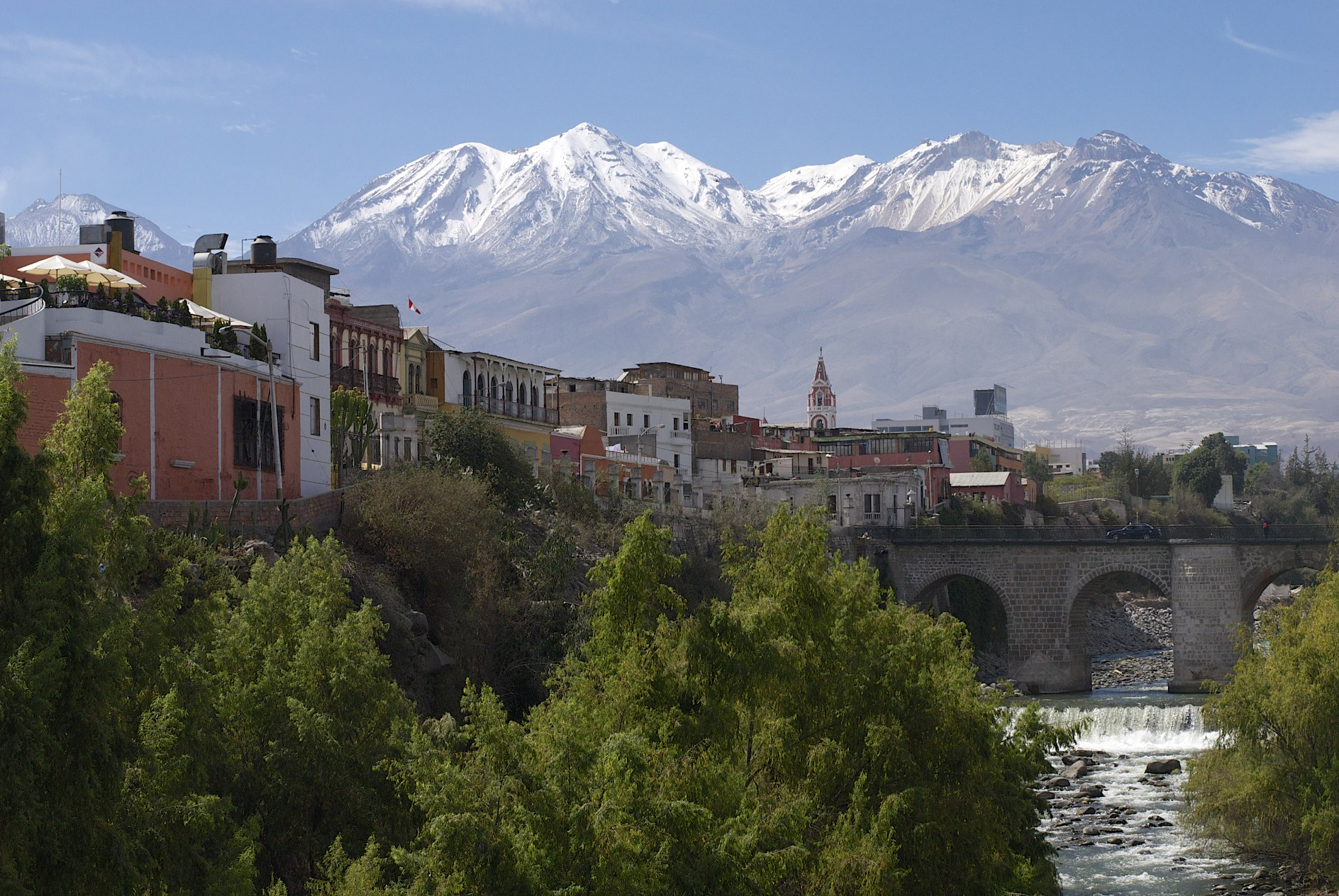
Vista del volcán Chachani desde la ciudad de Arequipa.

### Chachani
El volcán Chachani es un complejo volcánico en el departamento de Arequipa, que se eleva a 6075 metros sobre el nivel del mar. Este complejo colinda, en su sector suroeste con el distrito de Cerro Colorado de la ciudad de Arequipa. Presenta laderas muy erosionadas a causa de la nieve y los fuertes vientos. No se conoce de actividad eruptiva histórica de este volcán; sin embargo, considerando que se trata de un volcán situado al lado de la ciudad de Arequipa con cerca de un millón de habitantes, y está a proximidad de importantes obras de infraestructura como son la hidroeléctrica de Charcani, las represas de Aguada Blanca y El Frayle, así como a una distancia mínima del aeropuerto internacional Rodríguez Ballón de Arequipa, el volcán Chachani representa un importante riesgo. Los principales peligros volcánicos en caso de erupción de este volcán serían los flujos de lava, caída de tefras (ceniza, bombas, etc.) así como lahares; finalmente, si la erupción es de magnitud mayor, pueden ocurrir flujos piroclásticos.

### Yucamane
El volcán Yucamane se encuentra al noreste del departamento de Tacna, a solo 11 km de la ciudad de Candarave. Se eleva a 5500 metros sobre el nivel del mar. El Yucamane es el estratovolcán más reciente de un conjunto de volcanes erosionados que conforman el complejo volcánico Yucamane Chico-Calientes-Yucamane. Este volcán presenta amenazas volcánicas tales como flujos piroclásticos, caídas de tefras, flujos de lavas y lahares que pueden afectar los poblados de Candarave, Cairani, Camilaca, Huanuara, Susapaya y Ticaco, dedicados principalmente a la agricultura y ganadería.

### Sara Sara
El volcán Sara Sara está situado en el departamento Ayacucho y se eleva 5522 m s. n. m., entre la laguna Parinacochas (Ayacucho) y el río Ocoña (Arequipa). Es un volcán joven que está situado en el extremo norte del arco volcánico del Perú. Presenta una cima cubierta por nieve y hielo con laderas muy erosionadas a causa de la nieve y los fuertes vientos. No se conoce de erupciones históricas recientes, ocurridas en este volcán, pero hay algunos comentarios periodísticos que indican que habría sido observada una actividad fumarólica incipiente en 1963. En las proximidades del volcán, se observa algunas fuentes termales, tales como en las proximidades del río Mirmaca, cerca del poblado de Pacapausa, así como por el río Pararca, poblado de Chacaraya. Ante una eventual erupción del volcán Sara Sara este representaría un riesgo potencial para cerca de 8000 habitantes de poblados situados cerca de este volcán, tales como Incuyo, Pausa, Lampa, Pararca, Quilcata, Marcabamba, así como numerosos caseríos localizados dentro de un radio de 25-30 km alrededor del volcán. Los peligros volcánicos principales están principalmente asociados a caída de tefras (lluvia de cenizas, lapilli y bombas volcánica), flujos y oleadas piroclásticas, así como lahares.

### Valle de los volcanes de Andahua y Huambo
El Valle de los Volcanes de Andahua, Orcopampa y Huambo se encuentra situado entre 80 y 160 km al noroeste de la ciudad de Arequipa. Se trata de hasta 60 volcanes  monogenéticos de diámetros entre 300 y 1200 m, y alturas que pueden alcanzar los 300 metros; estos conos se encuentran distribuidos en una amplia área, entre los 69° 45′ y 70° 40′ de latitud sur, y los 72° 30′ y 72° de latitud oeste. En los últimos años no se ha observado ningún tipo de actividad volcánica, aunque hay reportes de una posible actividad ocurrida el 3 de junio de 1913 en el volcán Chilcayoc Grande. Una eventual reactivación en las cercanías o en esta zona de volcanes monogenéticos, representaría un potencial riesgo para los numerosos poblados situados en las zonas de Andahua, Ayo, Orcopampa, Chachas, etc.

## Monitoreo volcánico
En el Perú, hay tres instituciones que realizan los estudios y la vigilancia de los volcanes, el Instituto Geofísico del Perú (IGP) a través del Observatorio Vulcanológico del Sur (OVS), el Instituto Geológico, Minero y Metalúrgico (INGEMMET) a través del Observatorio Vulcanológico del INGEMMET (OVI), y el Observatorio Geofísico de la Universidad Nacional de San Agustín (IG-UNSA).
El Observatorio Vulcanológico del Sur es el ente responsable de la vigilancia sísmica y del monitoreo de parámetros geofísicos de los volcanes; mientras que el Observatorio Vulcanológico del INGEMMET de los estudios geológicos sobre la evolución del volcán, y del monitoreo de parámetros geoquímicos. Por su parte el IG-UNSA realiza monitoreos y observaciones temporales in-situ. Las observaciones fenomenológicas, que incluyen toma de temperaturas, observaciones visuales, etc, son efectuadas por los tres equipos de profesionales con ocasión de las múltiples visitas de campo, inclusive a los mismos cráteres de los volcanes.
El Observatorio Vulcanológico del Sur y el Observatorio Vulcanológico del INGEMMET han instalado redes de instrumentos geofísicos y geoquímicos, para el monitoreo permanente y en tiempo real de los volcanes Misti, Sabancaya, Ubinas y Ticsani. También, en los últimos diez años han realizado algunas campañas de monitoreo temporal con equipos sísmicos en los volcanes Coropuna, Tutupaca, Huaynaputina y Auquihuato. Sin embargo, aunque se realizan denodados esfuerzos en la vigilancia volcánica, no ha sido posible ampliar las redes de monitoreo permanente para cubrir los 16 volcanes identificados en el arco volcánico del Perú como activos y potencialmente activos.